# مستر. ساب
مستر. ساب (انگلیسی: Mr. Sub) شرکت رستوران‌های زنجیره‌ای کانادایی است، که در سال ۱۹۶۸ توسط جک لوینسون تأسیس شد.